# Штраф за просроченные книги
Штраф за просроченные книги, также библиотечный штраф, штраф за задержку — административная мера по взиманию небольшой периодической платы, которая распространена среди библиотек во многих странах мира. Взимается с читателей за просрочку возврата книги или другого взятого предмета хранения библиотеки. Библиотечные штрафы — это механизм обеспечения соблюдения сроков, предназначенный для обеспечения возврата библиотечных книг в течение определённого периода времени. Библиотечные штрафы обычно не растут годами или десятилетиями, штрафы обычно растут всего несколько дней или месяцев, пока не достигают заранее установленного предела.
Библиотечные штрафы составляют небольшой процент от общего бюджета библиотеки, но утерянные, украденные или невозвращённые книги могут нанести значительный ущерб библиотекам.

## Отмена штрафов
В последние годы многие библиотеки перестали взимать штрафы. Ассоциация публичных библиотек США и Ассоциация библиотечных услуг для детей обратились к библиотекам с просьбой пересмотреть политику, которая мешает подросткам с низким доходом пользоваться библиотеками из-за страха штрафов. Многие библиотеки также предлагают альтернативы и возможность списания, чтобы побудить посетителей возвращать просроченные книги. Например, была придумана программа «Еда в обмен на штрафы», в рамках которых читатели жертвуют консервы в обмен на прощение штрафа. Некоторые библиотеки предлагают детям и подросткам возможность списать или уменьшить размер штрафов в зависимости от количества времени, потраченного на чтение, или количества прочитанных книг. Другие библиотеки могут блокировать доступ к некоторым услугам, пока материалы не будут возвращены. Библиотекари продолжают спорить о необходимости штрафов за просроченные книги.
В политике Американской библиотечной ассоциации № 61 под названием «Библиотечные услуги для бедных» подчёркивается устранение всех барьеров для библиотечных и информационных услуг, в частности сборов и платежей за просрочку. Другие библиотекари выступали за отмену штрафов, если это препятствует дальнейшему использованию библиотеки. Крайне важно, чтобы сотрудники библиотеки понимали финансовое положение клиентов, которых они обслуживают. Этот барьер — штрафы, которые люди с низким доходом не могут оплатить — по словам, Дж. Гехнера, является большой проблемой, которую необходимо решать. Гехнер предлагает библиотекам работать с сообществом, чтобы выяснить их потребности и наладить отношения. Он обнаружил, что штрафы за просрочку также могут быть ограничивающим фактором. Поскольку библиотеки сталкиваются с ограниченным финансированием, сборы и штрафы представляют собой как источник дохода, так и препятствие для использования их услуг.

## Взыскание
Некоторые библиотеки ужесточили контроль и взыскание штрафов за просроченные книги. Люди, которые не возвращают библиотечное имущество по прошествии длительного периода времени, могут подвергаться арестам, в некоторых юрисдикциях это влияет на кредитную историю. Читатели подвергались арестам за невозвращение библиотечных книг в Колорадо, штате Вашингтон, Айове, Висконсине и Техасе. Подобные меры наказания обычно используются для возвращения украденного библиотечного имущества, а не для взыскания штрафов за просроченные книги.